# Hannogne-Saint-Martin
Hannogne-Saint-Martin è un comune francese di 480 abitanti situato nel dipartimento delle Ardenne nella regione del Grand Est.

## Società

### Evoluzione demografica
Abitanti censiti